# Chrysis pumilio
Chrysis pumilio (лат.) — вид ос-блестянок рода Chrysis из подсемейства Chrysidinae.

## Распространение
Западная Палеарктика. Вид известен из Греции (Родос), Кипра, Палестины, Турции.

## Описание
Длина тела около 4 мм. Ярко-окрашенные металлически блестящие осы. Chrysis pumilio — наиболее легко идентифицируемый вид в странах Восточного Средиземноморья по уникальной окраске: голова синяя, переднеспинка и мезонотум полностью красные, метанотум и проподеум синие, тергит T1 в основном синий медиально и красный латерально, тергит T2 красный, тергит T3 красный с апикальным краем от зеленого до синего. Генитальная капсула с параллельными внутренними краями гонококсов и апикально прямая. Предположительно, как и близкие виды, клептопаразиты ос. Включен в состав видовой группы Chrysis leachii.